# Dirk Böhling

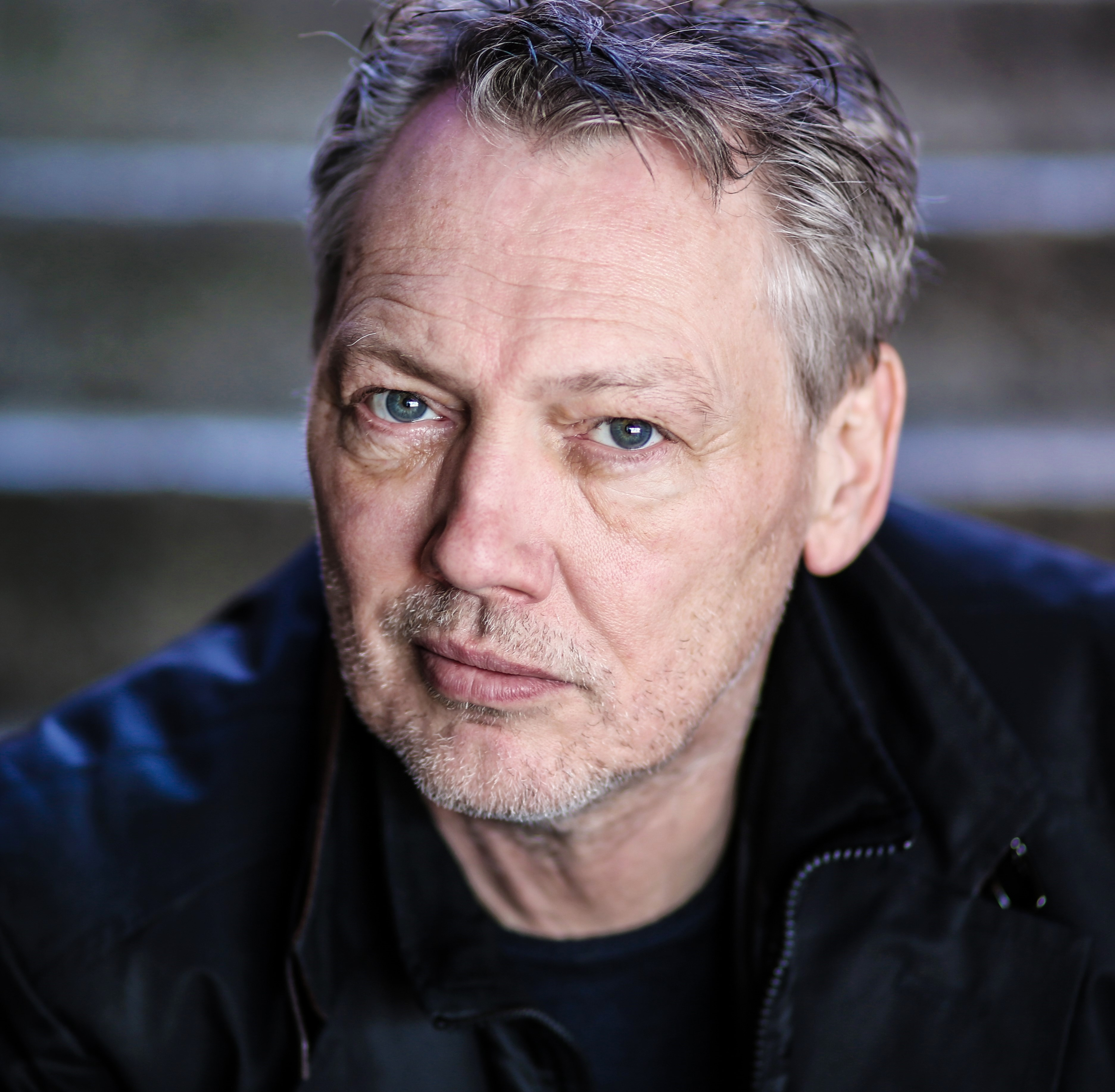
Dirk Böhling (2018)

Dirk Böhling (* 30. November 1964 in Preetz / Schleswig-Holstein) ist ein deutscher Schauspieler, Regisseur und Autor.

## Biografie
Böhling wuchs in Plön auf und erwarb dort 1984 sein Abitur am Staatlichen Internatsgymnasium Schloss Plön. Während der Schulzeit spielte er an der Niederdeutschen Bühne Neumünster diverse Haupt- und Nebenrollen und schrieb Artikel und Kolumnen für Tageszeitungen. Nach dem Wehrdienst, den er größtenteils im Seemannschor der MVS List auf Sylt verbrachte, absolvierte er von 1987 bis 1989 seine Schauspielausbildung an der Schauspielschule Margot Höpfner Hamburg mit dem Diplom-Abschluss.
Nach seinem Schauspieldiplom war er am Landestheater Detmold engagiert, wo er als Darsteller in Schauspiel, Musical und Operette wirkte. Es folgten Fest- und Gastverpflichtungen unter anderem am Stadttheater Bremerhaven, am Oldenburgischen Staatstheater, den Städtischen Bühnen Osnabrück, dem Theater Lüneburg, dem Theater Herford sowie auf Tournee. Dabei war er sowohl in klassischen Schauspielrollen als auch im Musical-Repertoire zu sehen.
Schon vor und während seines Schauspielstudiums wirkte er bei NDR- und Radio-Bremen-Hörspielen sowie in Fernsehproduktionen wie Ein heikler Fall und Die Schwarzwaldklinik mit und arbeitete für den Hörfunk als Nachrichtensprecher und Moderator. Im Laufe der Jahre war er in vielen TV-Rollen in ARD, ZDF, SAT1 oder RTL und in einigen Kino-Produktionen zu sehen und wirkte als Hörspiel- und Hörbuchsprecher.
Darüber hinaus steht Böhling als Entertainer mit seiner Band auf der Bühne und moderiert Hörfunk- und Fernsehsendungen bei Radio Bremen. Für Radio Bremen erfand und moderierte Böhling zum Beispiel die monatlichen Radio-Formate Böhlings Bildschirm und die Oldiebörse. Als TV-Moderator präsentierte er unter anderem die ZDF-Game-Show Mattscheibe, die Show zum 40. Geburtstages der Sendung Beat-Club sowie mehr als 100 Folgen der Musiksendung VINYL zusammen mit Jörg Sonntag und die Quiz-Show Sieh An.
1997 begann Böhling seine Tätigkeit als Theaterregisseur. So inszenierte er u. a. an Stadt- und Staatstheatern in Herford, Kiel, Bremerhaven, Detmold, Osnabrück, Münster, Greifswald, Castrop-Rauxel, Schwerin und Bremen sowie am Hamburger Ohnsorg-Theater und bei den Clingenburg-Festspielen. 2005/2006 war Böhling künstlerischer Leiter und Direktor der Komödie Kassel. Seit 2007 gehörte er zum Regiestamm des Bremer Theaters. Außerdem arbeitet er seit 2003 als Hörspielregisseur für Radio Bremen, den NDR und diverse Hörbuch-Projekte.
Er realisierte eigene Hörbücher wie Bremer Sagen und Geschichten – neu erzählt (2004) und Wie lange stehst du denn schon hier für Kinder (2011). Seine Kurzfilme Schiet und Der zwölfte Mann ist eine Frau sowie die von ihm entwickelte Web-Serie Cuba Libre wurden in der Schauburg Bremen gezeigt. 2009 wurde Böhling zum Kulturberater der Stadt Bremen für die EXPO 2010 in Shanghai berufen.
2011 wurde Böhling künstlerischer Leiter und Direktor des Packhaustheaters Bremen, allerdings stellte das Theater noch vor seinem Amtsantritt wegen diverser technischer Mängel zum 31. Mai 2011 den Spielbetrieb ein.
Böhling lebt in Bremen, ist verheiratet und hat drei Kinder. Er engagiert sich als Botschafter für die Bremer Leselust und das SOS-Kinderdorf Bremen. Er ist Mitglied im Bundesverband Schauspiel (BFFS).

## Wirken als Autor
Nach Bearbeitungen, Einaktern und Stück-Übersetzungen ins Plattdeutsche machte sich Böhling im Jahr 2000 mit seiner 1970er-Jahre-Revue Hossa oder als Robert Lembke nicht kam erstmals einen Namen als Bühnenautor. Das Stück wurde unter anderem auf Bühnen in Detmold, Kassel, Rotenburg/Fulda, Lübeck, Linz/Österreich und Dinkelsbühl aufgeführt und allein auf dem Theaterschiff in Bremen gut 500 Mal gezeigt.
Danach liefen unter anderem die 1980er-Jahre-Fortsetzung Ich will Spaß oder wo bitte ist die Fernbedienung, und die 1990-Fortsetzung Girlies, Gameboys, Gummibärchen, das Fußballkabarett Der zwölfte Mann ist eine Frau oder auch seine Kinderstücke Der Zauberer von Oz nach Lyman Frank Baum, Das Gespenst von Canterville nach Oscar Wilde und Pinoccio nach Carlo Collodi am Theater Bremen sowie Peterchens Mondfahrt nach Gerdt von Bassewitz, das 2010 an den städtischen Bühnen in Münster uraufgeführt wurde sowie Das Dschungelbuch am Opernhaus Kiel und Dr. Dolittle nach Hugh Lofting am Theater Vorpommern. Seine Boulevardkomödie Abseitsfalle wurde 2012 am Theater der Altmark in Stendal uraufgeführt und 2014 im Packhaustheater Bremen gespielt, die Femmage Lale-Lili-Marleen feierte 2019 in Bremerhaven Premiere.
Neben seinen Bühnenstücken arbeitet Böhling seit Anfang der 1990er Jahre als Autor für Radio- und Fernsehsender. Er schrieb TV-Sketche und Szenen u. a. für die „ZDF-Flop-Show“, die Neuauflage der ARD-Reihe „Sketchup“ und „RTL Samstag Nacht“, arbeitete als Set-Autor bei der Radio Bremen-TV-Produktion „Ohne Mama geht es nicht“ und verfasste Show-Drehbücher für das NDR-Fernsehen und Radio Bremen sowie diverse Hörfunkbeiträge.
2004 wurde sein erstes plattdeutsches Hörspiel Totalschaden bei Radio Bremen ausgestrahlt. 2008 schrieb er die 24-teilige Hörfunkreihe Weihnachten bei den Diepenaus für Radio Bremen. 2010 erschienen das Kinderbuch Larissa und der Walhai und der Jugendroman Der Schatz der Verona – 2011 sein Hörbuch Wie lange stehst du denn schon hier? – Bremer Gebäude erzählen; 2012 der  Gedichtband Bremens Tierleben – Heimatverbundene Gebrauchslyrik und 2019 die Kolumnensammlung Alle hießen Michael außer Stefan der hieß Thomas.
Es folgten die mehrsprachigen Kinderbücher Die Geschichte von dem kleinen Reiskorn und Der Untergang der Johanne. 2014 erfand Böhling die Fernseh-Reihe „Vergessene Bremer“, in der er sich in den Rollen von früheren Bremer Persönlichkeiten selbst interviewt.
Seit 2017 ist Böhling außerdem Autor der monatlichen Kolumne „Baby-Boomer Böhling“ beim Stadtmagazin Bremen.

## Filmografie (Auswahl)
- 1985: Ein heikler Fall – Der Liebesbeweis
- 1988: Die Schwarzwaldklinik – Eine starke Frau
- 1989: Großstadtrevier – Die neue Kollegin
- 1990: Insel der Träume
- 1990: Vera Wesskamp
- 1991: Zwei Münchener in Hamburg
- 1992: SOKO 5113
- 1995: Stubbe – Von Fall zu Fall: Stubbes Hunderttausend
- 1996: Stadtklinik (2 Episoden)
- 1999: Callboys – Jede Lust hat ihren Preis
- 1999: Küstenwache
- 1999: Die Anrheiner
- 2001: Der Fahnder
- 2003: Verbotene Liebe (2 Episoden)
- 2004: Tatort – Stirb und werde
- 2005: Das Duo – Blutiges Geld
- 2005: Großstadtrevier
- 2006: Stubbe – Von Fall zu Fall: Verhängnisvolle Freundschaft
- 2006: Arme Millionäre
- 2008: Das Duo – Sterben statt erben
- 2009: Flemming – Die Herrin der Gefühle
- 2015: Einmal Hallig und zurück (Fernsehfilm)
- 2015: SOKO Wismar
- 2019: Die Affäre Borgward
- 2019: Der Goldene Handschuh
- 2019: Morden im Norden – Klassenkampf
- 2021: Die Liebe des Hans Albers
- 2021: Nahschuss
- 2021: Ein großes Versprechen
- 2023: Die Theorie von Allem
- 2025: Großstadtrevier – Weichgekocht
- 2025: Nord bei Nordwest: Das Nolden-Haus

## Theaterrollen (Auswahl)

### Schauspiel
- Roller – (Schiller / Die Räuber)
- Bobschinkski – (Gogol / Der Revisor)
- Isidoro – (Goldoni / Krach in Chiozza)
- Phillip-Ernst – (Sternheim / 1913)
- Ferruccio – (Bernhard / Der Theatermacher)
- Haimon – (Sophokles / Antigone)
- Plutzerkern – (Nestroy / Der Talisman)
- Helmut – (Tabori / Das Jubiläum)
- Eisenring – (Frisch / Biedermann und die Brandstifter)

### Musical
- Riff – (West Side Story)
- Brad – (Rocky Horror Show)
- Seymour – (Der Kleine Horrorladen)
- Claude – (Hair)
- Billy Flynn – (Chicago)
- Oscar – (Sweet Charity)

## Sprechrollen (Auswahl)
- Paul Klettermeister – Kinderhörspiel Radio Bremen / NDR
- Der letzte Schneeball trifft – Kinderhörspiel + GEOLINO CD
- Der Auftrag oder die Sache mit Frazer – Radio Bremen
- Seenebel – Radio Bremen / NDR
- Das Dekameron – Radio Bremen
- Pest-Hölle-Teufel – Live-Hörspiel
- Hotel Imperial – Live-Hörspiel
- Komponisten Coaching – RBB / Hörbuch Preiser Records
- Kastendieck & Bischoff – RB Hörspielreihe – diverse Folgen
- Dickie Dick Dickens – Radio Bremen (+ Hörbuch)
- Werder liest Märchen – Hörbuch
- Bremer Weihnachten – Hörbuch
- Weihnachtsgeschichten von Hermann Gutmann – Hörbuch

## Theaterinszenierungen (Auswahl)

### Schauspiel
- Shakespeares sämtliche Werke leicht gekürzt, Landestheater Detmold
- Es war nicht die Fünfte – es war die Neunte, Theater Herford
- Gianni, Ginetta und die Anderen, Landestheater Detmold
- Und ewig rauschen die Gelder, Stadttheater Bremerhaven
- Eine Mittsommernachts-Sexkomödie, Stadttheater Bremerhaven
- Piaf, Landestheater Detmold
- Creeps, Landestheater Detmold
- Gretchen 89 ff, Stadttheater Bremerhaven
- Der Biberpelz, Landestheater Detmold
- Ein Traum von Hochzeit, Komödie Kassel
- Kalte Duschen, Komödie Kassel
- Goodbye Memories – Das Leben der Lale Andersen, Theater Osnabrück
- Der Kontrabass, Landestheater Detmold
- Die Zoogeschichte, Theater Bremen
- Ben Hur, Städtische Bühnen Münster
- Mona & Lisa, Theater der Altmark Stendal
- Mein Freund Harvey, Theater Bremen
- Familienbande, Schauspiel Kiel
- Allens för Mama, Ohnsorg-Theater Hamburg
- De Nervbüdel, Ohnsorg-Theater Hamburger
- Maria, ihm schmeckt‘s nicht,  Westfälisches Landestheater Castrop-Rauxel
- Lale-Lili-Marleen, piccolo theatro Bremerhaven
- Girlies Gameboys, Gummibärchen, Theaterschiff Bremen / Komödie Bielefeld
- Die Zwölf Geschworenen, szenische Lesung, Metropol Theater Bremen

### Musical / Operette
- The Rocky Horror Show, Stadttheater Bremerhaven / Städtische Bühnen Kiel, Theater Vorpommern, Clingenburg Festspiele
- Der arme Jonathan, Mecklenburgisches Staatstheater Schwerin
- Anatevka, Stadttheater Bremerhaven
- La Cage aux Folles – ein Käfig voller Narren, Musical Theater Bremen
- Der Vogelhändler, Stadttheater Bremerhaven
- Sweet Charity, Landestheater Detmold
- Fame, Stadttheater Bremerhaven
- Pettycoat und Minirock, Stadttheater Bremerhaven
- Singin in the Rain, Landestheater Detmold
- Shockheaded Peter, Städtische Bühnen Münster
- Der kleine Horrorladen, Städtische Bühnen Münster
- Hair, Landestheater Detmold
- Jesus Christ Superstar, Stadttheater Bremerhaven
- My Fair Lady, Stadttheater Bremerhaven

### Kindertheater
- Die Biene Maja, Komödie Kassel
- Der kleine Prinz, Stadttheater Bremerhaven
- Emil und die Detektive, Theater Vorpommern
- Das fliegende Klassenzimmer, Theater Vorpommern

## Veröffentlichungen (Auswahl)

### Theaterstücke
- Maria, ihm schmeckt’s nicht, Dramatisierung des Romans von Jan Weiler
- Pummel Plüschmoors, Puppentheaterstück nach dem gleichnamigen Kinderbuch
- Lale-Lili-Marleen. Das Leben der Lale Andersen als Kammerspiel mit Musik
- Girlies, Gameboys, Gummibärchen, 90er Jahre Revue[10]
- De letzte Kroog vör Helgoland – de Bratfisch-Revue

Verlag: H & S Verlag „Hartmann & Stauffacher“

### Hörbücher, Romane, Kinderbücher
- Totalschaden. (Hörspiel)
- Bremer Sagen und Geschichten – neu erzählt. (Hörbuch), Edition Temmen, 2008
- Bremer Weihnachten. (Hörbuch) Bremer Tageszeitungen AG, 2008
- Der Schatz der Verona. Roman, Schünemann-Verlag, 2010
- Weihnachtsgeschichten – Dirk Böhling liest Hermann Gutmann. (Hörbuch), Edition Temmen, 2010
- Wie lange stehst du denn hier schon? – Bremer Gebäude erzählen (Hörbuch), Bremer Tageszeitungen AG, 2011
- „Bremens Tierleben“ – Heimatverbundene Gebrauchslyrik. (Gedichtband), Bremer Tageszeitungen AG, 2012
- Pummel Plüschmoors – oder Geiht nich gifft’t nich! Plattdeutsches Kinderbuch, Bremer Tageszeitungen AG, 2017
- De Bremer Stadtmuskanten. Das Märchen auf Plattdeutsch, Schünemann-Verlag, Bremen 2018
- Alle hießen Michael, außer Stefan der hieß Thomas. – Erinnerungen eines Baby-Boomers, Bremer Tageszeitungen AG, 2019
- Dorf mit Straßenbahn. Auf Schienen kreuz und quer durch Bremen. Kellner-Verlag, Bremen 2020
- Hein Mück aus Bremerhaven. Geschichten vom berühmtesten Matrosen der Welt. Hörbuch, Nordsee-Zeitung, Bremerhaven 2020
- Denk mal, wer bist Du denn? Rabe Richard erkundet Bremer Denkmäler. Hörbuch, Bremer Tageszeitungen AG, 2021
- Es ist Krieg, Dorle. (Kinderbuch), Kellner-Verlag, Bremen 2022
- Wer? Wie? Was? – Das Babyboomer-Quizbuch, Bremer Tageszeitungen AG, 2024

## Auszeichnungen
- „Best Acting Ensemble“ im TV-Film Ein Sommer mit Paul
- 2006: Drehbuchpreis „Bremer Filmidee 2006“ der Nordmedia für Veronas Schatz